# Julianca retia
Julianca retia är en mossdjursart som beskrevs av Gordon 1989. Julianca retia ingår i släktet Julianca, ordningen Cheilostomatida, klassen Gymnolaemata, fylumet mossdjur och riket djur. Inga underarter finns listade i Catalogue of Life.